# Jan Želivský

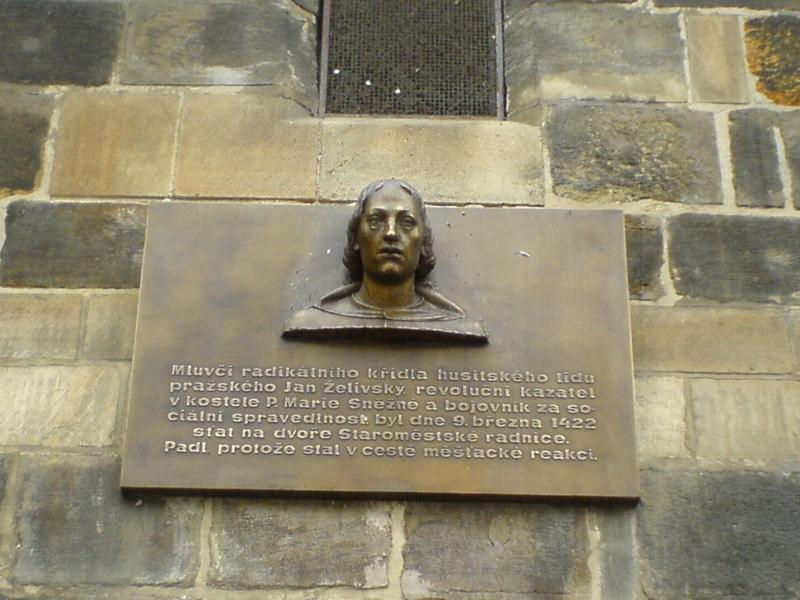
Kommunistische Gedenkplakette für Jan Želivský an der Kirche St. Maria Schnee auf dem Altstädter Ring (1956)

Jan Želivský (deutsch: Johann von Seelau, * um 1380 in Humpolec (unsicher); † 9. März 1422 in Prag oder Selau) war ein böhmischer Priester der Hussiten. Neben Jan Žižka und Jan Hus war er eine der wichtigsten Persönlichkeiten der hussitischen Bewegung.

## Leben
Aus der Zeit vor 1418 ist nur bekannt, dass Jan Želivský ein Ordensmann war, danach Priester des Prämonstratenserklosters im südostböhmischen Želiv (Seelau) und nach 1416 an der Pfarrei in Jiřice. Seit 1418 predigte er in der Prager Neustadt in der Kirche St. Stephan und ab 1419 in der Kirche St. Maria im Schnee. Seine radikalsozialen Predigten kamen beim Volk gut an und er avancierte mit der Zeit zum Volksanführer.
Am 30. Juli 1419 führte Želivský eine Menschenansammlung an, die das Neustädter Rathaus stürmte und mit dem ersten Prager Fenstersturz (Defenestration) endete. Infolge der Ereignisse kam es zur Radikalisierung vieler Prager Bürger, die als der Beginn der Hussitenkriege angesehen wird. Selau/Želivský wurde zu einem der vier Hauptleute und später zum Ratsherrn der Aufständischen gewählt.
Seit 1420 begann Želivský die Macht an sich zu reißen, wobei ihm seine große Beliebtheit beim Volk zustatten kam. Er galt als charismatischer Führer. Seine neu gewonnene Macht nutzte er zur Vernichtung seiner Gegner. Beim Zug der Prager und Taboriten nach Ostböhmen befehligte er bereits das Heer, ebenso im Sommer 1421 beim Zug nach Brüx (tschechisch: Most). Bei der Synode am 4. Juli 1420 erhielt er schließlich die absolute Macht in Prag, die allerdings viele Neider auf den Plan rief und auch Misstrauen hervorrief. Nach und nach wuchs die Opposition gegen ihn. Seine Widersacher fanden sich in einem Bündnis zusammen, beschränkten am 5. Februar 1421 seine Macht und ließen ihm nur noch wenige Zuständigkeiten. Da seine Stellung in Prag geschwächt war, führte Želivský im Sommer 1421 einen Feldzug nach Nordböhmen an, der am 5. August mit der Niederlage in der Schlacht bei Brüx endete.
1422 wurde er auf Befehl von Jakobellus von Mies wegen der Gewalttätigkeiten während seiner Regentschaft inhaftiert und am 9. März 1422 durch das Schwert hingerichtet. Nach der Hinrichtung des immer noch beliebten Želivský brachen in Prag blutige Unruhen aus. Besonders gegen die Bewohner des jüdischen Viertels richtete sich der Hass des Mobs, obwohl Juden für den Tod Želivskýs keinerlei Verantwortung trugen.
Sein Nachfolger auf der Priesterstelle in der Prager Neustadt wurde Jakub Vlk.